# Prionus simplex
Prionus simplex är en skalbaggsart som först beskrevs av Thomas Casey 1912.  Prionus simplex ingår i släktet Prionus och familjen långhorningar. Inga underarter finns listade i Catalogue of Life.